# Der Mann im Feuer (Buch)
Der Mann im Feuer ist ein Jugendbuch von Willi Fährmann und der erste Band der Fink-Saga, die zwischen 1989 und 2004 im Arena Verlag erschien. Es beschreibt das Leben des Protagonisten in den letzten Monaten der Weimarer Republik. Die Folgebände heißen Unter der Asche die Glut, Sie weckten das Morgenrot (erschienen 1999) und Die Stunde der Lerche (erschienen 2001) und beschreiben das Leben von Christian und seiner Familie bis in die 1950er Jahre hinein. 

## Inhalt
Der sechzehnjährige Christian Fink ist in seinem Dorf im katholischen Paderborner Land ein Außenseiter. Warum die anderen Jungen ihn so oft verprügeln und als Bastard beschimpfen, weiß er nicht. Erst von Linda Hellmann, einer Freundin seiner Mutter und zugleich Christians Patentante, erfährt er, dass seine Mutter 1917 gegen ihren Willen von einem jungen Mann – noch dazu aus dem erzprotestantischen Fürstentum Lippe – geschwängert wurde, der bald darauf als Soldat eingezogen wurde und sich nie wieder bei ihr gemeldet hat. Sie hatte später den Pferdeknecht eines großen Gestüts im Dorf geheiratet, so dass ihr Sohn ehelich zur Welt gekommen war. Das Gerede über die plötzliche Hochzeit war jedoch geblieben. Jetzt versteht er auch die Haltung seines Vaters, von dem er oft genug ebenfalls beschimpft und verprügelt wurde, während Christians Stiefschwester Anna als dessen leibliche Tochter immer der Liebling des Vaters war. Entgegen allen Gepflogenheiten der damaligen Zeit träumt sie von einer Ausbildung zur Uhrmacherin. 
Bald danach bietet sich Christian die Gelegenheit, aus dem Dorf fortzuziehen: Er schließt sich der Zieglerkolonne aus Lippe an, in der Martin Hellmann, Lindas Mann, den Sommer über als Brenner arbeitet, und zieht mit den Männern ins Ruhrgebiet auf Arbeitssuche. Dort werden sie von den Einheimischen allerdings schnell als Eindringlinge angefeindet, die den Ortsansässigen die ohnehin knappe Arbeit streitig machen wollen. Angesichts von sechs Millionen Arbeitslosen wächst die Wut auf die „Fremdarbeiter“. Schon bald merkt er, dass die unterschiedlichen politischen Strömungen, die Deutschland insgesamt in dieser Zeit beherrschen, auch unter seinen neuen Kollegen breit gestreut sind: Während die meisten Mitglieder der Kolonne eher zur politischen Mitte gehören, arbeiten neben dem überzeugten Kommunisten Hermann Lotzki auch zwei überzeugte SA-Männer in der Zieglergruppe. Neben der ungewohnten Arbeit muss sich Christian auch mit all diesen oft gegensätzlichen Ansichten auseinandersetzen. Richtig schwierig wird es für ihn, als er herausfindet, dass Edmund Corbes, der Zieglermeister, sein leiblicher Vater ist. Insgeheim schwört er diesem Rache für die Schande, die er über ihn und seine Mutter gebracht hat. Während der Kampagne findet er jedoch keine Möglichkeit dazu. Als sich gegen Ende der Kampagne herumspricht, dass eine radikale Gruppe den Ziegelofen in die Luft sprengen will und Corbes ausgerechnet Christian für diese Nacht als Wachtposten einteilt, vermutet dieser, sein Vater wolle ihn sich vom Hals schaffen, und beschließt, ihn ebenfalls auf den Ofen zu locken. Aber letztendlich ist es ausgerechnet Corbes, der Christian davor bewahrt, mit dem Ofen in die Luft zu gehen. Außerdem bietet er ihm nun an, ihm den Besuch einer Zieglerschule zu finanzieren.

## Schauplätze
Die Geschichte spielt zunächst im fiktiven Dorf „Kirchwüsten“ an der Grenze der damaligen Provinz Preußen zum Fürstentum Lippe, im Schatten des Velmerstot und an der Bahnstrecke Paderborn-Detmold. Als Vorbild dürfte demzufolge das reale Dorf Sandebeck gedient haben.
Der Hauptteil des Romans spielt auf einer Ziegelei im Duisburger Norden, genauer an der "Hoffschen Straße" zwischen den Stadtteilen Beeck und Beeckerwerth. Auch hier dürfte eine reale Ziegelei Pate gestanden haben: Ihre Lehmgrube befindet sich heute noch direkt neben der A42.

## Textausgaben
- Willi Fährmann: Der Mann im Feuer. Arena-Verlag, Würzburg 2005, ISBN 978-3-401-02580-3.